# Age onychistica
Age onychistica is een vlinder uit de familie bladrollers (Tortricidae). De wetenschappelijke naam is voor het eerst geldig gepubliceerd in 1982 door Diakonoff.
De soort komt voor in tropisch Afrika.